# HD 217107
HD 217107，又名BD-03 5539，SAO 146412、HR 8734，是一颗雙魚座的黃次巨星，视星等为6.16，位于銀經70.47，銀緯-53.32，其B1900.0坐标为赤經22h 53m 6.5s，赤緯-2° -53.32′ 48″。該恆星的質量與太陽相當接近，但較古老。在該恆星周圍已發現兩顆系外行星，一顆軌道週期只有7日，另一顆卻是8年。

## 恆星狀態
HD 217107是距離地球相對較近的恆星，依巴谷卫星的天文測量資料顯示其視差50.71毫角秒，相當於65光年。它的視星等6.17，在光害極少的區域才能以肉眼觀察。
對該恆星的光譜觀測顯示它是表面溫度約5,000 K的G7或G8型恆星。它的質量和太陽大致相等，雖然它的年齡是77億年，遠高於太陽的46億年。並且該恆星可能正位於核心的氫核融合幾乎完全停止，即將離開主序星的階段。

## 行星系統
1998年時對HD 217107的徑向速度觀測結果顯示有一個沿著視線方向以7.1日為週期的變化存在。其週期和徑向速度變化幅度顯示恆星旁有一顆質量下限稍高於木星的系外行星存在，即HD 217107 b。
大多數軌道週期短於10日的系外行星其軌道都極為接近圓形，但HD 217107 b的軌道離心率卻較高，因此發現它的天文學家假設可能是距離母恆星數天文單位的另一顆行星重力作用造成。在經過長期徑向速度觀測以後發現另一個週期約8年的變化存在，因此於2005年確認軌道離心率極高的第二顆行星的存在。第二顆行星的質量至少是木星的2倍，軌道半長軸大約是4.3天文單位，即HD 217107 c。
| 成員 (依恆星距離) | 质量             | 半長軸 (AU)     | 轨道周期 (天)       | 離心率          | 傾角 | 半径 |
| ----------------- | ---------------- | --------------- | ------------------- | --------------- | ---- | ---- |
| b                 | ≥ 1.39 ± 0.11 MJ | 0.0748 ± 0.0043 | 7.126816 ± 0.000039 | 0.1267 ± 0.0052 | —    | —    |
| c                 | ≥ 2.60 ± 0.15 MJ | 4.32 ± 0.38     | 3270 ± 220          | 0.517 ± 0.033   | —    | —    |

## 外部連結
- Extrasolar Planet Interactions （页面存档备份，存于） by Rory Barnes & Richard Greenberg, Lunar and Planetary Lab, University of Arizona
- . Extrasolar Visions.   [2008-06-23]. （原始内容存档于2007-11-11）.
- . SolStation.   [2008-06-23]. （原始内容存档于2020-06-28）.
- . The Extrasolar Planets Encyclopaedia.   [2008-06-23]. （原始内容存档于2012-04-26）.